# Schradera reticulata
Schradera reticulata là một loài thực vật có hoa trong họ Thiến thảo. Loài này được J.Sánchez-Gonz. mô tả khoa học đầu tiên năm 2003.